# Spirorbis homari
Spirorbis homari är en ringmaskart. Spirorbis homari ingår i släktet Spirorbis, och familjen Serpulidae. Arten är reproducerande i Sverige.